# Carmen Dell'Orefice
Carmen Dell'Orefice (Nova Iorque, 3 de junho de 1931) é uma supermodelo e atriz estadunidense. Ela é conhecida na indústria da moda por ser a modelo em atividade mais idosa do mundo na temporada primavera/verão 2012. Ela estava na capa da Vogue aos 15 anos e tem modelado desde então. Seu lema diário é se divertir, sem gastar nada.